# フーバービル

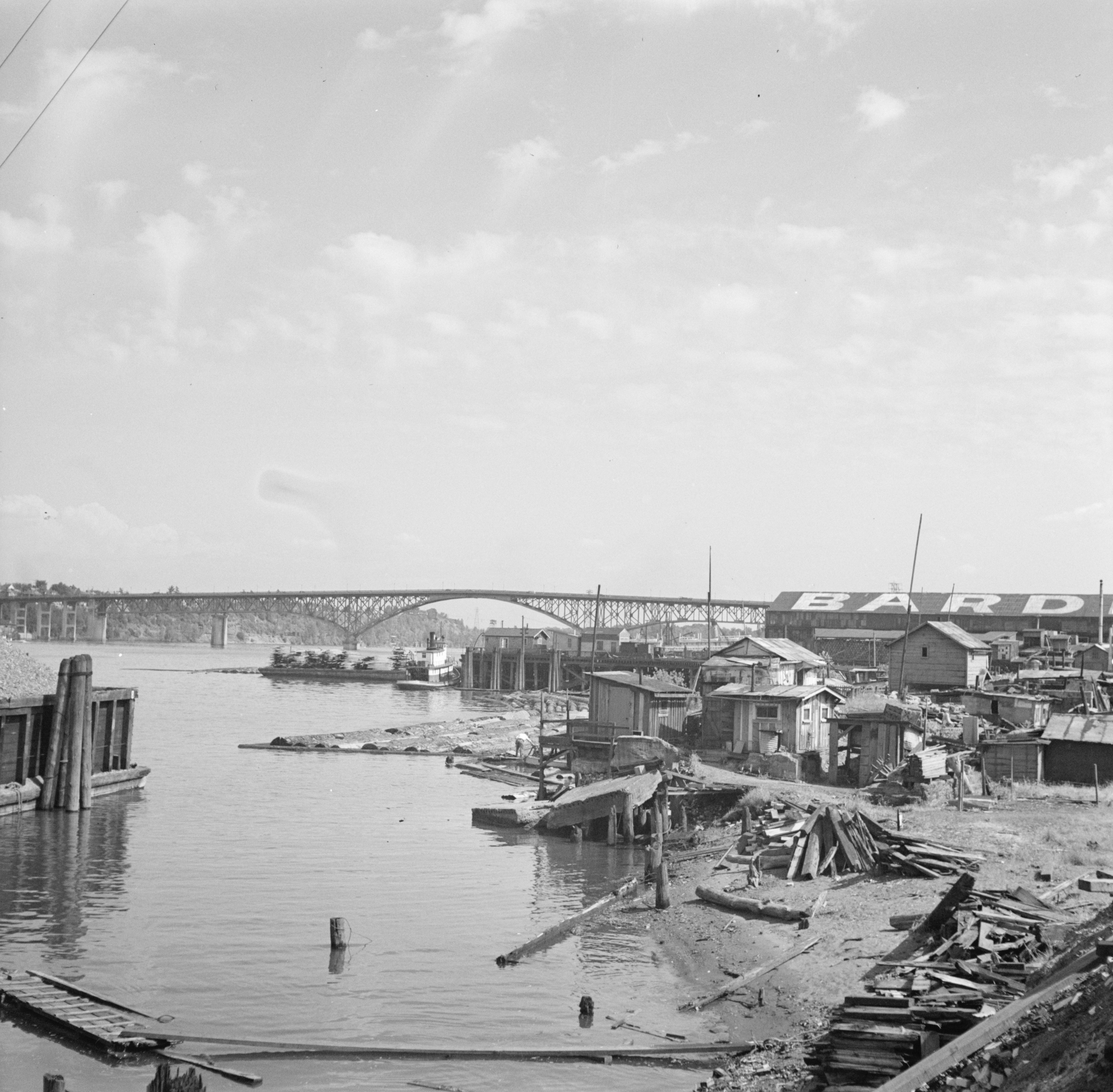
ポートランド (オレゴン州)近くのフーバービル

フーバービル（HooverVille）は、世界恐慌が猛威を振るった1930年代当時、アメリカ合衆国において、ホームレスの人々が建てた掘っ立て小屋が立ち並ぶ街（シャンティタウン）のことを指して名づけられた言葉である。この名前は、アメリカを恐慌に陥れたと非難された、時の大統領ハーバート・フーヴァー（共和党）に由来している。ビル（Ville）はフランス語で街や都市を意味する。この言葉を造ったのは民主党全国委員会宣伝部長チャールズ・マイケルソン。
ホームレスの姿は世界恐慌以前にもみられた。渡り労働者や徘徊浮浪者は1920年代においても共通の光景である。しかし経済減速によってホームレス人口は増加し、都会で慈善団体が行うスープキッチン（貧困者に対して食料やスープを分け与える活動のこと）の近くに居留地を求めて集中した。これらの居留地はしばしば空き地に作られ、急ごしらえの掘っ立て小屋やテントが立ち並んだ。行政当局はこれらのフーバービルを公式には承認せず、ある場合には私有地を不法に占拠しているとして追い払ったが、一方で頻繁に許容された。フランクリン・ルーズベルト大統領はニューディール政策の中で、これらホームレスに対する特別救済計画 (FTS：Federal Transient Service) を1933年から1935年の間に実施した。
厳しい状況を強いられたこれらホームレスの中のある種の人々は、建築技術を熟知していて、石から家を造ることができた。しかしほとんどのホームレスは、木屑やダンボール、鉄くずを拾い集めてきて彼らの居住地を建築し、ストーブやわら、料理用具を拾い集めて生活した。
フーバービルに居住するほとんどのホームレスは仕事がなく、公的な慈善事業に助けを求めたり、家を持つ人々から路上で食料を乞うたりした。民主党はフーバービル以外にもフーバー大統領を非難する造語を造った。例えば「フーバーブランケット」（古い新聞紙が毛布に使われたことから）、「フーバーフラッグ」（裏返しにされた空のポケットを旗に見立てた）、「フーバーレザー」（すり減らした革靴の底を補強するダンボール）など。またガソリンを買い求めることができないために馬に引かせていた自動車を「フーバーワゴン」と名づけた。

## 有名なフーバービル
- ミズーリ州・セントルイス -　1930年当時、アメリカ国内で最も大きかったフーバービルがあった。各4つのセクターに分けられていた。また私的な慈善事業による非人種差別主義、非公式の市長、自前の教会、その他の社会施設などが存続可能なコミュニティを形成した。1936年に、米連邦公共事業促進局によって都市再開発基金がこの地に割り当てられるまで存在した。[2]
- ニューヨーク市・セントラルパーク -　1931年から1933年の間に、水供給施設である下部貯水池周辺にフーバービルが存在していた。同所は整地、造園されて、現在Great Lawn and Turtle Pondという名の庭園になっている[3]。
- コロンビア地区・アナコスタ - 1932年、元陸軍軍曹ウォルター・ウォーターズらに統率されて第一次世界大戦の復員軍人が支給金の支払いを求めた運動（ボーナスアーミー）の際、この地にフーバービルを形成した。最大で15,000人が野営した[4]。この野営地は、ダグラス・マッカーサー将軍やジョージ・パットン少佐らの命令によって合衆国陸軍の部隊が取り壊した[5]。
- シアトル　- 1932年から1941年まで、シアトル港に隣接する干潟の上にフーバービルが存在した[6]。
- ニューヨーク・ブルックリン -　おおよそコロンビア通りからコート通りまでとミル通りからロレーヌ通りまでの間。

## 大衆文化における言及
- 小説『怒りの葡萄』（ジョン・スタインベック作、1939年）ジョード一家がカリフォルニアのフーバーヴィルに引っ越す場面がある。
- 喜劇映画『サリヴァンの旅』（プレストン・スタージェス脚本・監督作品、1941年作）の中で、ジョエル・マクリー演じるジョン・サリヴァン（放浪する映画監督）がフーバービルを訪れて、突然本物の浮浪者になるシーンがある。
- ミュージカル『アニー』の中で、59番ストリートブリッジという橋の下のフーバービルで「感謝するわ、ハーバートフーバー」という曲を歌うシーンがある。コーラス隊は、その曲のなかで、世界恐慌のために今置かれている厳しい困難や前大統領に対する軽蔑の念を歌い上げる。
- 映画『キングコング』（ピーター・ジャクソン監督作品、2005年作）の始まりの部分で、セントラルパークのフーバービルが描写されるシーンがある。